# 中国2010年上海世界博览会亚洲联合馆
中国2010年上海世界博览会亚洲联合馆是2010年上海世博会上代表亚洲部分国家的联合展馆，位于世博园区A片区。亚洲联合馆是由世博会组织者提供给部分国家的展示场地，共分为三个展馆。

## 参展国家

### 亚洲联合馆一
| - 馬爾地夫 - 东帝汶 |  | - 蒙古国 |

### 亚洲联合馆二
| - 葉門 - 巴林 | - 巴勒斯坦 - 约旦 | - 阿富汗 - 叙利亚 |

### 亚洲联合馆三
|  | - 緬甸 |